# Mistrzostwa Afryki w Zapasach 2001
Mistrzostwa Afryki w zapasach w 2001 roku rozegrano w dniach 11-13 kwietnia w Al-Dżadida w Maroku.

## Tabela medalowa
Gospodarz zawodów został zaznaczony kolorem.
| Miejsce | Kraj                     | Złoto | Srebro | Brąz | Razem |
| 1       | Tunezja                  | 9     | 8      | 5    | 22    |
| 2       | Algieria                 | 5     | 1      | 0    | 6     |
| 3       | Senegal                  | 4     | 3      | 1    | 8     |
| 4       | Maroko                   | 2     | 6      | 10   | 18    |
| 5       | Południowa Afryka        | 2     | 2      | 2    | 6     |
| 6       | Namibia                  | 0     | 1      | 2    | 3     |
| 7       | Wybrzeże Kości Słoniowej | 0     | 1      | 1    | 2     |
|         | razem:                   | 22    | 22     | 21   | 65    |

## Wyniki mężczyźni

### styl wolny
| Waga   | Złoto:                   | Srebro:           | Brąz:                   |
| 54 kg  | Shaun Williams           | Mohamed Zekri     | Faisal Laater           |
| 58 kg  | Mohamed Benhamadi        | Hassan Gouzi      | Abd El Latif EL Rachidi |
| 63 kg  | Farid Hannoun            | Hermann Kouadio   | Abdel Khadr Jaidi       |
| 69 kg  | Jabeur Dridi             | Wynand Jacobs     | Ali Belkchairi          |
| 76 kg  | Matar Sène               | Djabeli           | Rami                    |
| 85 kg  | Leon Francois Groenewald | Mohamed Bouzaiane | Nico Jacobs             |
| 97 kg  | Mohammed Ali M'Barek     | Duane van Staden  | Moundor Diouf           |
| 130 kg | Antoine Bakhoun          | Muhammad al-Basri | Sofiane Akrout          |

### styl klasyczny
| Waga   | Złoto:           | Srebro:            | Brąz:              |
| 54 kg  | Walid Nefzi      | Mohamed Saadi      | Mohamed Bouazzaoui |
| 58 kg  | Mohamed Zoghbi   | Taoufik Hosni      | Abdelkarim Krikbou |
| 63 kg  | Mohamed Saidouni | Mahkaoui Redouane  | Muhammad Barkawi   |
| 69 kg  | Mohamed Mahraoui | Belgacem Gammougui | Ernst Bellingan    |
| 76 kg  | Sofiane Oudina   | Badreddine Amdouni | Badra              |
| 85 kg  | Umar Basz Hanba  | Mohamed Smiry      | Ikus Conrasie      |
| 97 kg  | Mustapha Bouari  | Steven van Eeden   | Abidi              |
| 130 kg | Umran al-Ajjari  | Muhammad al-Basri  | ----               |

## Wyniki kobiety

### styl wolny
| Waga  | Złoto:                | Srebro:                | Brąz:                       |
| 46 kg | Faiza Bejaoui         | Rajib Rajaa            | Simphiwe Mpungose           |
| 51 kg | Évelyne Diatta        | Nur al-Huda al-Badżawi | Ahawi Amal Imani            |
| 56 kg | Salma Ferchichi       | Isabelle Sambou        | N'guessan Stephanie Kouassi |
| 62 kg | Rim Garram            | Jacqueline Biaye       | Asmaa Eddahar               |
| 68 kg | Marie Nicole Diédhiou | Kaouthmen Ghanmi       | Latifa Rassam               |
| 75 kg | Saida Riabi           | Euphrasie Sambou       | Abd El Latif EL Rachidi     |